# Парти, Томас
Томас Якубу Тейе Парти (англ. Thomas Yakubu Teye Partey; родился 13 июня 1993) — ганский футболист, опорный полузащитник 
клуба «Вильярреал» и национальной сборной Ганы.

## Клубная карьера
Томас родился в Одумасе-Кробо, Гана, и является выпускником местного ФК «Одомета». Он подписал контракт с «Атлетико Мадрид» в 2011 году и был зачислен в резервный состав клуба. 10 марта 2013 года Томас был вызван в основной состав на матч против клуба «Реал Сосьедад», однако на поле не появился, а команда уступила со счётом 0:1.
12 июля того же года Томас был отдан в аренду в «Мальорку», недавно опустившуюся в Сегунду. 18 августа он дебютировал в проигранном со счётом 0:4 матче против «Сабаделя». Свой первый гол на профессиональном уровне Томас забил 15 сентября в ничейной (2:2) игре с «Эркулесом». Всего в том сезоне игрок провел 37 матчей (2972 минут на поле) и забил 5 голов.
27 июля 2014 года Томас присоединился к клубу Примеры «Альмерия» на правах аренды. Он дебютировал за новый клуб 23 августа в ничейном (1:1) матче против «Эспаньола». Свой первый гол в Примере Томас забил 11 апреля 2015 года в победной (3:0) игре против «Гранады».
За «Атлетико Мадрид» Томас дебютировал 28 ноября 2015 года, заменив Вьетто в победной (1:0) домашней игре с «Эспаньолом», а 2 января 2016 года забил свой первый гол за клуб, принеся команде домашнюю победу над «Леванте» со счётом 1:0. В 2018 году Томас Парти был признан ганскими спортивными журналистами лучшим футболистом года в стране.
5 октября 2020 года официальный сайт Ла-Лиги объявила об использовании опции выкупа контракта Парти лондонским «Арсеналом», которая составила 50 млн евро. «Таким образом, игрок в одностороннем порядке расторг свой контракт с нашим клубом, который действовал до 30 июня 2023 года», — заявили в «Атлетико». «Арсенал» сообщил, что в новой команде 27-летний ганец будет выступать под номером «18».

## Карьера в сборной
Летом 2019 года на Кубке африканских наций в Египте, Томас был вызван в состав своей национальной сборной. В третьем матче отличился голом в ворота Гвинеи-Бисау, а команда победила 2:0.
14 ноября 2022 года был включён в официальную заявку сборной Ганы для участия в матчах чемпионата мира 2022 года в Катаре. На турнире сыграл в матче против сборной Португалии.

## Проблемы с законом
В июле 2025 года Томасу были предъявлены обвинения по пяти эпизодам изнасилования двух женщин и сексуальному насилию в отношении третьей, произошедшим в промежутки времени с 2021-го по 2022-ой годы.

## Достижения
«Атлетико Мадрид»
- Чемпион Испании: 2020/21
- Победитель Лиги Европы: 2017/18
- Обладатель Суперкубка УЕФА: 2018

«Арсенал» Лондон
- Обладатель Суперкубка Англии: 2023

## Статистика выступлений

### Клубная статистика
| Выступление         | Выступление      | Выступление      | Лига | Лига | Кубок | Кубок | Еврокубки | Еврокубки | Прочие | Прочие | Итого | Итого |
| Клуб                | Лига             | Сезон            | Игры | Голы | Игры  | Голы  | Игры      | Голы      | Игры   | Голы   | Игры  | Голы  |
| ------------------- | ---------------- | ---------------- | ---- | ---- | ----- | ----- | --------- | --------- | ------ | ------ | ----- | ----- |
| Атлетико Мадрид     | Примера          | 2015/16          | 13   | 2    | 5     | 1     | 5         | 0         | —      | —      | 23    | 3     |
| Атлетико Мадрид     | Примера          | 2016/17          | 16   | 1    | 2     | 0     | 6         | 0         | —      | —      | 24    | 1     |
| Атлетико Мадрид     | Примера          | 2017/18          | 33   | 3    | 3     | 1     | 14        | 1         | —      | —      | 50    | 5     |
| Атлетико Мадрид     | Примера          | 2018/19          | 32   | 3    | 3     | 0     | 6         | 0         | 1      | 0      | 42    | 3     |
| Атлетико Мадрид     | Примера          | 2019/20          | 35   | 3    | 1     | 0     | 8         | 1         | 2      | 0      | 46    | 4     |
| Атлетико Мадрид     | Примера          | 2020/21          | 3    | 0    | —     | —     | —         | —         | —      | —      | 3     | 0     |
| Атлетико Мадрид     | Итого            | Итого            | 132  | 12   | 14    | 2     | 39        | 2         | 3      | 0      | 188   | 16    |
| → Атлетико Мадрид B | Сегунда B        | 2012/13          | 33   | 4    | —     | —     | —         | —         | —      | —      | 33    | 4     |
| → Атлетико Мадрид B | Итого            | Итого            | 33   | 4    | —     | —     | —         | —         | —      | —      | 33    | 4     |
| → Мальорка          | Сегунда          | 2013/14          | 37   | 5    | 1     | 0     | —         | —         | —      | —      | 38    | 5     |
| → Мальорка          | Итого            | Итого            | 37   | 5    | 1     | 0     | —         | —         | —      | —      | 38    | 5     |
| → Альмерия          | Примера          | 2014/15          | 31   | 4    | 1     | 0     | —         | —         | —      | —      | 32    | 4     |
| → Альмерия          | Итого            | Итого            | 31   | 4    | 1     | 0     | —         | —         | —      | —      | 32    | 4     |
| Арсенал (Лондон)    | Премьер-лига     | 2020/21          | 24   | 0    | 1     | 0     | 8         | 0         | —      | —      | 33    | 0     |
| Арсенал (Лондон)    | Премьер-лига     | 2021/22          | 24   | 2    | 2     | 0     | —         | —         | —      | —      | 26    | 2     |
| Арсенал (Лондон)    | Премьер-лига     | 2022/23          | 33   | 3    | 1     | 0     | 6         | 0         | —      | —      | 40    | 3     |
| Арсенал (Лондон)    | Премьер-лига     | 2023/24          | 14   | 0    | 0     | 0     | 1         | 0         | 1      | 0      | 16    | 0     |
| Арсенал (Лондон)    | Премьер-лига     | 2024/25          | 31   | 4    | 5     | 0     | 11        | 0         | —      | —      | 47    | 4     |
| Арсенал (Лондон)    | Итого            | Итого            | 126  | 9    | 9     | 0     | 26        | 0         | 1      | 0      | 162   | 9     |
| Всего за карьеру    | Всего за карьеру | Всего за карьеру | 359  | 34   | 25    | 2     | 65        | 2         | 4      | 0      | 453   | 38    |

### Матчи за сборную
| №  | Дата            | Оппонент          | Счёт | Голы | Соревнование              |
| -- | --------------- | ----------------- | ---- | ---- | ------------------------- |
| 1  | 5 июня 2016     | Маврикий          | 2:0  | —    | Отборочные матчи КАН-2017 |
| 2  | 3 сентября 2016 | Руанда            | 1:1  | —    | Отборочные матчи КАН-2017 |
| 3  | 6 сентября 2016 | Россия            | 0:1  | —    | Товарищеский матч         |
| 4  | 11 октября 2016 | ЮАР               | 1:1  | —    | Товарищеский матч         |
| 5  | 13 ноября 2016  | Египет            | 0:2  | —    | Отборочные матчи ЧМ-2018  |
| 6  | 17 января 2017  | Уганда            | 1:0  | —    | Финальные матчи КАН-2017  |
| 7  | 21 января 2017  | Мали              | 1:0  | —    | Финальные матчи КАН-2017  |
| 8  | 29 января 2017  | ДР Конго          | 2:1  | —    | Финальные матчи КАН-2017  |
| 9  | 2 февраля 2017  | Камерун           | 0:2  | —    | Финальные матчи КАН-2017  |
| 10 | 4 февраля 2017  | Буркина-Фасо      | 0:1  | —    | Финальные матчи КАН-2017  |
| 11 | 11 июня 2017    | Эфиопия           | 5:0  | —    | Отборочные матчи КАН-2019 |
| 12 | 1 сентября 2017 | Республика Конго  | 1:1  | 1    | Отборочные матчи ЧМ-2018  |
| 13 | 5 сентября 2017 | Республика Конго  | 5:1  | 3    | Отборочные матчи ЧМ-2018  |
| 14 | 7 октября 2017  | Уганда            | 0:0  | —    | Отборочные матчи ЧМ-2018  |
| 15 | 10 октября 2017 | Саудовская Аравия | 3:0  | 1    | Товарищеский матч         |
| 16 | 30 мая 2018     | Япония            | 2:0  | 1    | Товарищеский матч         |
| 17 | 7 июня 2018     | Исландия          | 2:2  | 1    | Товарищеский матч         |
| 18 | 8 сентября 2018 | Кения             | 0:1  | —    | Отборочные матчи КАН-2019 |

Итого: сыграно матчей: 18 / забито голов: 7; победы: 8, ничьи: 5, поражения: 5.

## Личная жизнь
В начале 2022 года, выросший как христианин в восточной области Ганы Томас, перешёл в ислам. После женитьбы на марокканке Саре Белле он взял имя Якубу. При этом он продолжит выступать за лондонский «Арсенал» в футболке со своим прежним именем.